# Śrem (stad)
Śrem (Duits: Schrimm) is een stad in het Poolse woiwodschap Groot-Polen, gelegen in de powiat Śremski. De oppervlakte bedraagt 12,38 km², het inwonertal 30.315 (2005).

## Verkeer en vervoer
- Station Śrem

## Geboren
- Zenon Jaskuła (1962), wielrenner

## Impressie

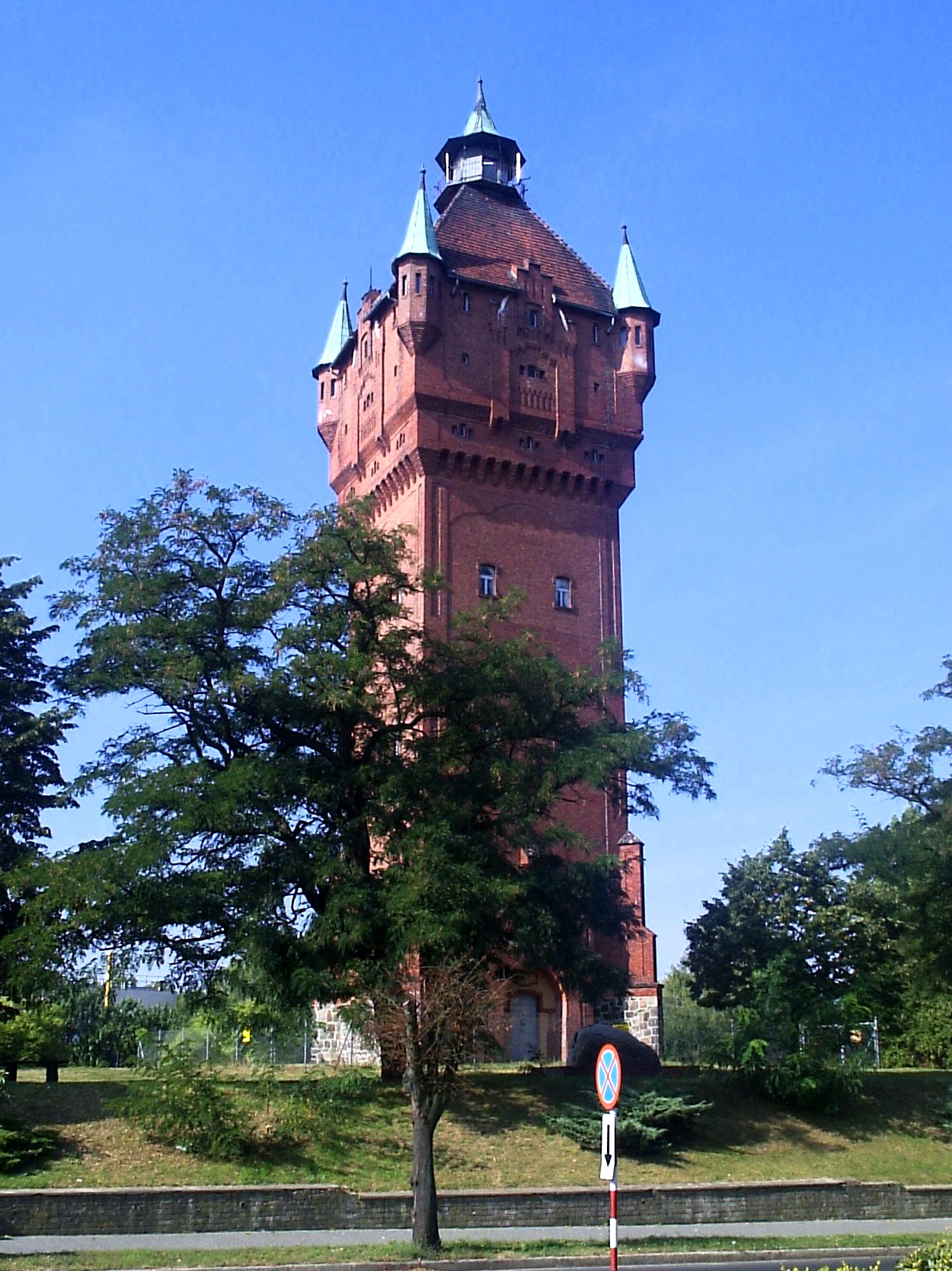
Watertoren

Stadsdistricten:
Kalisz · Konin · Leszno · Poznań

Districten:
Chodzież · Czarnków · Gniezno · Gostyń · Grodzisk Wielkopolski · Jarocin · Kalisz · Kępno · Koło · Konin · Kościan · Krotoszyn · Leszno · Międzychód · Nowy Tomyśl · Oborniki · Ostrów Wielkopolski · Ostrzeszów · Piła · Pleszew · Poznań · Rawicz · Słupca · Środa Wielkopolska · Śrem · Szamotuły · Turek · Wągrowiec · Wolsztyn · Września · Złotów

Grootste steden:
Gniezno · Jarocin · Kalisz · Koło · Konin · Kościan · Krotoszyn · Leszno · Luboń · Ostrów Wielkopolski · Piła · Poznań · Śrem · Swarzędz · Turek · Wągrowiec · Września